# Miles M.20
Miles M.20 – prototypowy, brytyjski lekki myśliwiec zaprojektowany i wybudowany w wytwórni Miles Aircraft pod koniec lat 30. XX w. Maszyna miała być tanim i prostym w budowie samolotem zdolnym do działań defensywnych. Sprawność brytyjskiego przemysłu lotniczego podczas wojny, którego produkcja zapewniała całkowite zapotrzebowanie Royal Air Force na samoloty myśliwskie, spowodowała jednak, że tania alternatywa do samolotów Supermarine Spitfire i Hawker Hurricane przestała być potrzebna.

## Historia

### Geneza
W latach 30. XX w. pojawiła się idea budowy lekkiego, nieskomplikowanego technologicznie i prostego w eksploatacji samolotu myśliwskiego. Tego typu maszyny miały być zdolne do działań defensywnych na wybranym obszarze, a prostota budowy miała umożliwić ich szybką i masową produkcję. Przykładem takiego samolotu jest Miles M.20. Pracujący w wytwórni Philips and Powis Aircraft inżynier Frederick George Miles przedstawił projekt lekkiego samolotu myśliwskiego o osiągach porównywalnych z samolotami Spitfire i Hurricane, ale o zdecydowanie prostszej i tańszej konstrukcji. Wobec groźby zbliżającej się wojny, szybkie uruchomienie jego masowej produkcji zapewniłoby Royal Air Force utrzymanie potencjału bojowego do czasu wprowadzenia typowych samolotów myśliwskich, zdolnych również do działań ofensywnych.

### Projekt

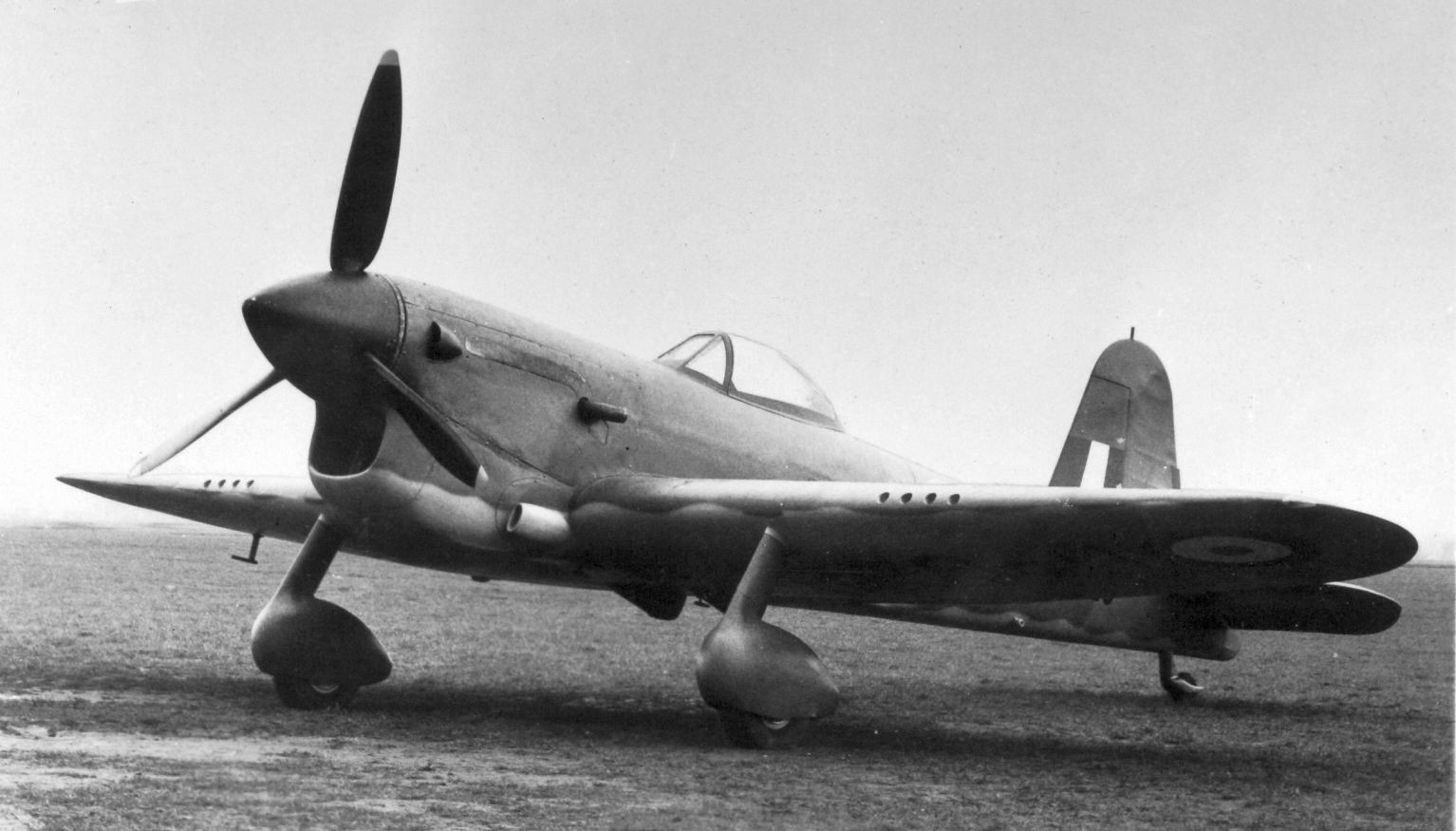
Miles M.20

Nowy myśliwiec miał być wolnonośnym, jednomiejscowym dolnopłatem. Kabinę pilota zaplanowano zakrytą, kadłub i skrzydła wykonane z drewna, kryte płótnem. Aby zmniejszyć koszty i przyspieszyć tempo prac, podwozie oraz instalacje pokładowe zaadaptowano z samolotu Miles Master. Z racji prostoty konstrukcji nie zakładano, że samolot będzie w stanie nawiązać równorzędną walkę z niemieckimi myśliwcami, z tej racji uzbrojenie miało składać się z aż 12 karabinów maszynowych kalibru 7,7 mm. Pierwszy atak miał skutkować zestrzeleniem wrogiej maszyny. Początkowo projekt lekkiego myśliwca był całkowicie prywatnym przedsięwzięciem wytwórni. W 1939 roku powstała pełnowymiarowa makieta nowego samolotu, którym intensywnie próbowano zainteresować siły powietrzne. Dopiero pojawienie się potężnych sił Luftwaffe po drugiej stronie kanału w przededniu Bitwy o Anglię zwróciło uwagę Ministerstwa Produkcji Lotniczej na nowy samolot. Zaowocowało to wydaniem specyfikacji F.19/40 na jednomiejscowy, tani w produkcji samolot myśliwski. Zakładano, że maszyna będzie zdolna do lotu z prędkością maksymalną rzędu 580 km/h na wysokości 7000 metrów, osiągnie pułap 10 600 m. Zasięg samolotu określono czasem przebywania w powietrzu, 15 minut przy locie z pełną mocą silnika na wysokości 5000 metrów i 2 godziny z prędkością ekonomiczną. Zalecano również jeszcze bardziej uprościć całą konstrukcję. 
Samolot zbudowany według specyfikacji F.19/40 oznaczony został jako Miles M.20 Mk. II. W porównaniu z pierwowzorem zmniejszono liczbę karabinów z dwunastu do ośmiu, zrezygnowano z chowanego podwozia wprowadzając podwozie stałe z owiewkami osłaniającymi podwozie główne, zastosowano skrzydła o obrysie trapezowym wyposażone w klapy i lotki. Z samolotu Bristol Beaufighter Mk II przejęto chłodzony cieczą silnik rzędowy Rolls-Royce Merlin XX. Gotowy prototyp po raz pierwszy wzbił się w powietrze 15 września 1940 roku. Okazało się jednak, że M.20 ma problemy ze statecznością w locie. Z tego powodu podjęto decyzję o wydłużeniu kadłuba o 25 cm i przesunięciu do tyłu statecznika poziomego. Zmodyfikowany samolot przekazano do ośrodka badań lotniczych Aeroplane and Armament Experimental Establishment (Biuro Doświadczalne Lotnictwa i Uzbrojenia). Testy porównawcze jakim poddano prototyp pokazały, że osiągi M.20 dorównują, a w niektórych parametrach przewyższają osiągi samolotów Hurricane i Spitfire. Niestety dla projektu, bitwa o Anglię zakończyła się zwycięstwem Royal Air Force, a brytyjski przemysł pełną parą produkował nowe samoloty i nie było już potrzeby wprowadzania na uzbrojenie „drugorzędnego” myśliwca. Projektowana była również wersja myśliwsko-bombowa oznaczona jako Miles M.20 Mk III, ze wzmocnionym płatem, dzięki któremu samolot mógł przenosić bomby, ale i ta maszyna nie wzbudziła zainteresowania RAF.
Kolejną szansą na uruchomienie produkcji seryjnej samolotu było wprowadzenie do służby w konwojach statków handlowych wyposażonych w katapulty lotnicze (CAM/Catapult Aircraft Merchantman). Miały być to samoloty jednorazowego użytku, po starcie z katapulty i wypełnieniu zadania, maszyna mogła albo wodować w pobliżu statku, albo pilot wyskakiwał na spadochronie. Admiralicja wydała Wymagania Operacyjne OR 102 na tego typu samolot, a 7 marca 1941 roku ogłoszono warunki techniczne (specyfikacja N.1/41), jakie powinien spełniać lekki samolot myśliwski przeznaczony do wypełniania zadań na statkach typu CAM. Wytwórnia Philips & Powis przystąpiła do budowy nowego samolotu oznaczonego jako Miles M.20 Mk IV (poprzednia maszyna uległa rozbiciu). Samolot tylko w niewielkim stopniu różnił się od swojego poprzednika. Wzmocniono tylną część kadłuba, na którym zamontowano hak aerofiniszera służący do lądowania na lotniskowcu, przeprojektowano osłony aerodynamiczne kół podwozia głównego, dodano miejsca uchwytu dla lin katapulty oraz przystosowano samolot do szybkiego demontażu kół podwozia. Maszyna posiadała stałe podwozie, które w przypadku wodowania samolotu na morzu mogło doprowadzić do kapotażu maszyny. W kwietniu 1941 roku ukończono budowę prototypu, który wzbił się do swojego dziewiczego lotu 8 kwietnia 1941 roku. Maszyna ponownie trafiła do ośrodka Aeroplane and Armament Experimental Establishment w celu przeprowadzenia dalszych badań. Na statki CAM trafiły jednak standardowe Hurricany (samoloty wysłużone, wycofane z jednostek liniowych) i kolejny raz nie widziano potrzeby wprowadzania do uzbrojenia nowego typu samolotu. W konsekwencji dalsze prace nad myśliwcem M.20 zostały zakończone.

## Konstrukcja
M.20 był wolnonośnym, jednomiejscowym dolnopłatem. Skrzydła o trapezowym obrysie z zaokrąglonymi końcówkami, wyposażone w klapy i lotki. Kabina pilota w pełni osłonięta kroplową owiewką. Podwozie stałe, trójpodporowe. Koła podwozia głównego osłonięte aerodynamicznymi owiewkami. Usterzenie klasyczne, statecznik poziomy przesunięty do tyłu względem statecznika pionowego.